# Onésimo Pulido
Onésimo Pulido (¿ - 1926) Asesor revolucionario mexicano, activista de México, curandero, campesino, profesor, músico.
Fue asesor revolucionario, en particular de Úrsulo Galván, de quien fue amigo y brazo derecho. En reconocimiento a su labor en esta lucha armada y su ayuda a otros campesinos se le compuso un corrido mexicano, mismo que hasta el año 2000 aun podía escucharse en Mata de Indio, Veracruz, México. Se dice que colaboró en la elaboración de documentos revolucionarios producidos en Huatusco, Veracruz, México.
Contrajo nupcias dos veces. La primera con Virginiana Pulido, con quien vivió en Huatusco. La segunda con Roberta Sarmiento Sánchez (¿1882?-1983), con quien vivió en Mata de Indio hasta su muerte. De este matrimonio sobrevivieron cuatro hijos hasta la edad adulta (Mária de los Angeles (1913-1967), Marcelina (¿-1952), Severiano (¿-1992) y Maria Inés (1926-2000)). 
Murió en Mata de Indio, posiblemente afectado de un cancer.